# Ivan Knotek
Ivan Knotek (Szenice, 1936. augusztus 26. – 2020. március 11.) kommunista politikus, a Szlovák Szocialista Köztársaság kormányának elnöke (1988–89), a csehszlovák szövetségi kormány alelnöke (1988–89), Csehszlovákia Kommunista Pártja központi bizottsága elnökségének tagja.

## Pályafutása
Munkáscsaládból származik. 1954-ben a Csehszlovákia Kommunista Pártja tagja lett. Főiskolai végzettségét Nyitrán a Mezőgazdasági Főiskolán szerezte meg. 1954 és 1969 között a nemeskürti mezőgazdasági szakmunkásképző tanára, majd igazgatója. Szlovákia Kommunista Pártja galántai járási pártbizottságának elnöki tisztségét 1969 és 1981 között töltötte be. 1980-ban a nyugat-szlovákiai kerületi (megyei) pártbizottság mezőgazdasági osztályának titkárává nevezték ki, 1986-tól a Szlovák Nemzeti Tanács (parlamenti) képviselője, a Csehszlovák Nemzeti Front elnökségének tagja. 1987-ben a nyugat-szlovákiai kerületi pártbizottság vezetésével bízták meg. 1987 és 1988 között a központi bizottság mezőgazdasági, élelmiszeripari, erdő- és vízgazdálkodási osztályának vezetője. 1988-tól a Csehszlovákia Kommunista Pártja központi bizottságának tagja, Szlovákia Kommunista Pártja központi bizottsága elnökségének tagja.
1988. október 12-től 1989. június 19-ig a Szlovák Szocialista Köztársaság kormányának elnöki tisztségét és egyúttal a Csehszlovák Szocialista Köztársaság szövetségi kormányának alelnöki tisztségét is betöltötte, ezenkívül Csehszlovákia Kommunista Pártja központi bizottsága elnökségének tagja volt. Az 1989-es rendszerváltás után vállalkozásba kezdett.

## Fordítás
- Ez a szócikk részben vagy egészben a Ivan Knotek című szlovák Wikipédia-szócikk ezen változatának fordításán alapul.  Az eredeti cikk szerkesztőit annak laptörténete sorolja fel. Ez a jelzés csupán a megfogalmazás eredetét és a szerzői jogokat jelzi, nem szolgál a cikkben szereplő információk forrásmegjelöléseként.